# 문정일
문정일(文諪一, 1944년 2월 29일 ~ )은 대한민국의 제24대 해군참모총장을 지낸 군인이다. 아명(兒名)은 문증일(文證一).

## 학력
- 하동초등학교
- 진주중학교
- 진주고등학교
- 1969년 대한민국 해군사관학교 23기
- 1972년 대한민국 육군보병학교 수료
- 1973년 대한민국 공군방공포병학교 수료
- 1974년 미국 버지니아 종합군사학원 졸업
- 1975년 미국 미주리 종합군사학원 졸업
- 1979년 대한민국 국방대학교 행정학사

## 경력
- 1983.11 ~ 1984.03 - 권영각(權寧珏) 대한민국 국방부 차관 예하 특별보좌관
- 1984.03 ~ 1987.12 - 대한민국 해군 제3방어전단장
- 1987.12 ~ 1989.02 - 대한민국 해군 대전함 함장
- 1989.12 ~ 1995.01 - 대한민국 해군 제3방어전단장
- 1990년 대한민국 해군 제3방어전단장 직책 보임 시절 해군 준장 진급(1990년 5월 31일)
- 1995.01 ~ 1995.12 - 대한민국 합동참모본부 전략기획부 1차장
- 1995년 해군 소장 진급과 함께 대한민국 합동참모본부 전략시험체제평가처장 직책 보임(1995년 12월 15일)
- 1995.12 ~ 1996.04 - 대한민국 합동참모본부 전략시험체제평가처장
- 1996.04 ~ 1997.04 - 대한민국 해군 제1함대사령부 부사령관
- 1997.04 ~ 1999.04 - 대한민국 해군본부 인사참모부 부장
- 1999.04 ~ 2000.05 - 대한민국 해군본부 기획관리참모부 부장
- 2000.05 ~ 2001.05 - 대한민국 해군본부 작전교육국 국장
- 2001.05 ~ 2002.01 - 대한민국 해군본부 조함전단장
- 2002.01 ~ 2002.03 - 대한민국 해군본부 작전참모부 부장
- 2002년 대한민국 해군본부 작전참모부 부장 직책 보임 시절 해군 중장 진급(2002년 2월 20일).
- 2002.03 ~ 2002.04 - 대한민국 해군 제1함대사령관
- 2001.04 ~ 2003.03 - 대한민국 해군 작전사령관
- 2002년 대한민국 해군 작전사령관 직책 보임 시절 해군 대장 진급(2002년 11월 26일).
- 2003.04 ~ 2005.03 - 대한민국 제24대 해군참모총장
- 2005년 해군 대장 예편(2005년 3월 29일).
- 2005.08 - 2006.05 - 대한민국 대통령 비서실 선임행정관(2005년 8월 26일 보임).
- 2006년 5월 13일 대한민국 대통령 비서실 선임행정관 직책 퇴임.
- 민주당 대표전임위원
- 국민의당 보훈행정특보위원
- 자유한국당 국방외교행정특보위원
- 바른정당 상임고문

## 상훈
- 1989 보국훈장 삼일장
- 1993 대통령 표창
- 1996 보국훈장 천수장
- 2003 미국 공로훈장
- 2004 인도네시아 근정훈장
- 2005 보국훈장 통일장